# Дубрауке
Ду́брауке или Ду́бравка (нем. Dubrauke; в.-луж. Dubrawkaо файле) — деревня в Верхней Лужице, Германия. Входит в состав коммуны Мальшвиц района Баутцен в земле Саксония. Подчиняется административному округу Дрезден.

## География
Находится в холмистой местности примерно в 16 километрах северо-восточнее Баутцена. Деревня окружена с севера, востока и юга лесным массивом. На юго-западе от деревни находится холм Пруски-Копц высотой 197 метров, за которым находится деревня Барт. Через деревню проходит автомобильная дорога К7219, соединяющая её с соседним Бартом и автомобильной дорогой S 110.
Соседние населённые пункты: на севере — деревня Зуборничка, на востоке — деревня Зуборница коммуны Хоэндубрау, на юго-западе — деревня Барт и на западе — деревня Букойна.

## История
Впервые упоминается в 1472 году под наименованием Dubrawca.
С 1950 по 1994 года входила в коммуну Барут. С 1994 года входит в состав современной коммуны Мальшвиц.
В настоящее время деревня входит в состав культурно-территориальной автономии «Лужицкая поселенческая область», на территории которой действуют законодательные акты земель Саксонии и Бранденбурга, содействующие сохранению лужицких языков и культуры лужичан.
Исторические немецкие наименования
- Dubrawca, 1472
- Dubraucke, 1514
- Dubraugke, 1597
- Dubraucke, 1768

## Население
Официальным языком в населённом пункте, помимо немецкого, является также верхнелужицкий язык.
Согласно статистическому сочинению «Dodawki k statisticy a etnografiji łužickich Serbow» Арношта Муки в 1884 году в деревне проживало 261 человек (из них — 239 серболужичан (92 %)).
| 1834 | 1871 | 1890 | 1910 | 1925 | 1939 | 1946 | 2011 |
| ---- | ---- | ---- | ---- | ---- | ---- | ---- | ---- |
| 222  | 272  | 219  | 211  | 263  | 251  | 309  | 181  |